# Lejrskov Sogn
Lejrskov Sogn ist eine Kirchspielsgemeinde (dän.: Sogn) im südlichen Dänemark. Bis 1970 gehörte sie zur Harde Anst Herred im damaligen Ribe Amt, danach zur Lunderskov Kommune im erweiterten Vejle Amt, die im Zuge der  Kommunalreform zum 1. Januar 2007 in der „neuen“  Kolding Kommune in der Region Syddanmark aufgegangen ist.
Im Kirchspiel leben 894 Einwohner (Stand:1. Januar 2023). Im Kirchspiel liegt die Kirche „Lejrskov Kirke“.
Nachbargemeinden sind im Norden Jordrup Sogn, im Nordosten Vester Nebel Sogn, im Südosten Harte Sogn, im Süden Skanderup Sogn und in der westlich benachbarten Vejen Kommune Andst Sogn und Gesten Sogn.
Die mittelbronzezeitliche Steinkiste an der Hesselvad Bro liegt am Übergang des „Gammel Landvej“ über die „Åkær Å“. Sie lag einst südlich von Lejrskov.